# 22 de Setiembre FBC (Encarnación)
El 22 de Setiembre FBC es un club de fútbol de Paraguay, de la ciudad de Encarnación en el Departamento de Itapúa. Fue fundado el 3 de octubre de 1906, siendo uno de los clubes más antiguos del fútbol paraguayo, afiliado a la Liga Encarnacena de Fútbol. Tras ganar el título de campeón de la Primera División B Nacional en la temporada 2016 y también ganar el repechaje por el ascenso, actualmente compite en la Segunda División de la Asociación Paraguaya de Fútbol, denominada División Intermedia.
Disputa el Clásico de Encarnación junto a los clubes Universal y Pettirossi.

## Historia

### Fundación y la Liga Encarnacena
Fundado el 3 de octubre de 1906 en la denominada en ese entonces Villa Encarnación, nace el 22 de Setiembre FBC en la asamblea celebrada en el domicilio de la familia Clérici y entre los fundadores se puede citar a las siguientes personas Luis Irrazábal, Cipriano Codas, Lorenzo Eugenio Codas, Félix Cabrera,  Tiburcio Cabrera, Francisco Piris, Nicanor Piris, Ítalo Clérici, Ángel Clérici, Filiberto Mena, Alejandro Ojeda, David Ayala, Horacio Ayala, José De la Cruz Méndez, Martín Fariña, Alejandro Pérez, Manuel Brun y Felipe Kuri.
Las denominaciones que se manejaron en dicha asamblea para la naciente entidad deportiva fueron Primavera, Curupayty y 22 de Setiembre, resultando ganadora la última, en honor a la fecha de la Batalla de Curupayty acontecida el 22 de septiembre de 1866 en marco de la Guerra de la Triple Alianza (1865-1870). 
El club es una de las primeras entidades deportivas dedicadas al fútbol fundado en el país.
En las primeras décadas del siglo XX, el club jugaba encuentros con otros clubes de Encarnación, como los desaparecidos Paraná FBC y Capitán Bado FBC además de clubes de la vecina ciudad de Posadas en Argentina, no existía todavía un campeonato oficial organizado, aunque el club desde su fundación hasta 1917 contabiliza 7 títulos ganados de estos torneos amistosos. Ya en 1918 nace la Liga Encarnacena de Fútbol entidad rectora del fútbol y organizadora de los campeonatos oficiales de la región. 
Sus primeros títulos de la Liga Encarnacena de Fútbol los obtuvo en los años 1919, 1920 y 1921, en 1922 no hubo campeonato debido a la guerra civil, continuó cosechando títulos en 1923, 1924, 1925, 1926, 1927 y 1928 siendo este, el último campeonato ganado antes de la pausa del fútbol en el país debido a la Guerra del Chaco (1932-1935). El campeonato de 1926 lo ganó sin haber concluido el torneo, se le fue adjudicado por ser el club que lideraba la competencia antes de la tragedia provocada por el tornado de septiembre de 1926, que paralizó a toda la ciudad.
Concluida la contienda chaqueña se reanudó los campeonatos de la Liga Encarnacena, el club volvió a ser campeón en los años 1937, 1938, 1942 y 1946. En el año 1947 otra guerra civil impidió el desarrollo del campeonato, desde entonces la organización anual de los campeonato de la liga ya no conoció de interrupciones. Tras ello volvió a conquistar los campeonatos de 1949, 1951, 1952, 1957, 1962, 1969, 1970, 1971, 1972, 1973, 1974, 1975, 2000, 2004, 2011, 2012 y 2014. La cantidad de títulos lo posiciona como uno de los clubes más ganadores de la Liga Encarnacena.

### Competencias de la U.F.I.
Con la creación de la División Intermedia como la nueva Segunda División de la Asociación Paraguaya de Fútbol en el año 1997, se daba oportunidad a los clubes del interior del país afiliados a las diferentes ligas nucleadas en la Unión del Fútbol del Interior, para acceder a las competencias de la A.P.F. Así entre 1998 y 2007 se organizó la Copa de Campeones de la UFI como un selectivo o campeonato de Tercera División, que permitía al campeón ascender a la División Intermedia. 
El 22 de Setiembre FBC compitió por primera vez en la Copa de Campeones de la UFI en el año 2005, llegó hasta cuartos de final donde fue eliminado por el Club Choré Central a la postre ganador de la copa. En el 2006 volvió a participar, pero no logró pasar la primera fase.   
Para el año 2011 se creó la Primera División B Nacional (Tercera División), que otorga un cupo y medio en los años impares y medio cupo en los años pares, de ascenso a la División Intermedia, el club participó en forma ininterrumpida en la tercera división entre los años 2011 y 2016.
En la Primera División B Nacional 2011 terminó ocupando el tercer puesto de entre ocho equipos.
En la Primera División B Nacional 2012, formó parte del Grupo B en la primera fase, terminó en la tercera posición de entre cuatro equipos y no logró avanzar. 
En la Primera División B Nacional 2013, formó parte del Grupo B en la primera fase, terminó en la tercera posición de entre cinco equipos y no logró avanzar.
En la Primera División B Nacional 2014, formó parte del Grupo B en la primera fase, terminó en la tercera posición de entre tres equipos y no logró avanzar.
En la Primera División B Nacional 2015, formó parte del Grupo B en la primera fase, terminó en la tercera posición de entre cuatro equipos y clasificó como uno de los mejores terceros a cuartos de final. En cuartos de final eliminó al club 4 de Octubre de Atyrá, en semifinales eliminó por penales al Sportivo 2 de Mayo y cayó en la final por penales ante la Liga Ovetense. Como subcampeón en un año impar tuvo el derecho de jugar el repechaje por el ascenso contra el club Fulgencio Yegros de Ñemby, subcampeón de la Primera División B, finalmente cayó contra ese equipo por penales y no pudo ascender.
En la Primera División B Nacional 2016, formó parte del Grupo B en la primera fase, terminó en el segundo puesto de entre cinco equipos y clasificó a semifinales. En semifinales eliminó nuevamente por penales al Sportivo 2 de Mayo y pasó a la gran final. Esta vez se consagró campeón al derrotar por penales a 3 Corrales de Ciudad del Este. Al ganar el título en un año par debió jugar el repechaje por el ascenso contra el club Sportivo Ameliano, subcampeón de la Primera División B. Ganó el partido de ida de local y empató el partido de vuelta en Asunción, así el 22 de Setiembre FBC logró su ascenso a la División Intermedia (Segunda División). También se convirtió en el primer representante de la Primera División B Nacional de la Unión del Fútbol del Interior que puede derrotar en el repechaje al representante de la Primera División B de la Asociación Paraguaya de Fútbol. 

### Accede a las competencias de la A.P.F.
Al lograr su ascenso a la División Intermedia, de la Asociación Paraguaya de Fútbol, el club se desafilía de la Liga Encarnacena de Fútbol y se prepara para enfrentar su primera temporada en la Segunda División. En medio de la pretemporada en febrero de 2017 juega y gana la primera edición de la Copa de Campeones UFI.

## Estadio
Su estadio posee una capacidad para 3.000 espectadores sentados y recibe su nombre actual porque se encuentra en una zona boscosa cerca de la Playa Mbo'i Ka'e de la Costanera de Encarnación, una zona actualmente muy turística. También es llamado popularmente como Estadio El Bosque o Estadio Mboi Ka'e.

## Jugadores

### Plantilla 2016
- Actualizada el 25 de septiembre de 2016.

## Datos del club
- Temporadas en Segunda División: 1 (2017).
- Temporadas en Tercera División: 11 (2005, 2006, 2011, 2012, 2013, 2014, 2015, 2016, 2018, 2019, 2021).

## Palmarés

### Torneos nacionales
- Tercera División (1): 2016.
  - Subcampeón (1): 2015.

- Copa de Campeones UFI (1): 2017.

### Torneos regionales
- Liga Encarnacena de Fútbol (30): 1919, 1920, 1921, 1923, 1924, 1925, 1926, 1927, 1928, 1937, 1938, 1942, 1946, 1949, 1951, 1952, 1957, 1962, 1969, 1970, 1971, 1972, 1973, 1974, 1975, 2000, 2004, 2011, 2012, 2014.
- Copa Villa Alegre (1): 2013.